# Tadeusz Michejda
Tadeusz Michejda (26. září 1879 v Návsí, Rakousko-Uhersko – 18. května 1956 ve Varšavě, Polsko) byl polský lékař a politik.

## Biografie
Tadeusz Michejda byl synem Franciszka Michejdy, evangelického pastora. Maturoval na státním gymnáziu v Těšíně a poté studoval medicínu na univerzitě v Krakově, Praze a ve Vídni. Po promoci pracoval jako lékař ve Vídni a poté se stal místním lékařem v Horní Suché.
Po 1. světové válce se Michejda během československo-polského sporu o Těšínsko stal členem Polského národního výboru pro Těšínsko (Rada Narodowa Księstwa Cieszyńskiego) a pracoval na přípravě plebiscitu na území Těšínska. V roce 1920 bylo Těšínsko rozděleno mezi Polsko a Československo. Návsí i Horní Suchá připadly Československu (nacházejí se ve východní části české části Těšínska, nazývané Poláky od rozdělení Těšínska Zaolzie – území za řekou Olší, viděno směrem z Polska). Michejda se rozhodl zůstat v Polsku, kde dlouhou dobu pracoval v mnoha lokalitách jako lékař. V letech 1930 až 1935 byl senátorem za Národní stranu práce (Narodowa Partia Robotnicza). Byl zástupcem v Sejmu (1947–1951), ministrem zdravotnictví (1947–1951) a ministrem bez portfeje (1951–1952). Michejda byl též místopředseda Polského červeného kříže.
Tadeusz Michejda zemřel ve Varšavě, pohřben je v Krakově.